# Hans-Werner Fritz

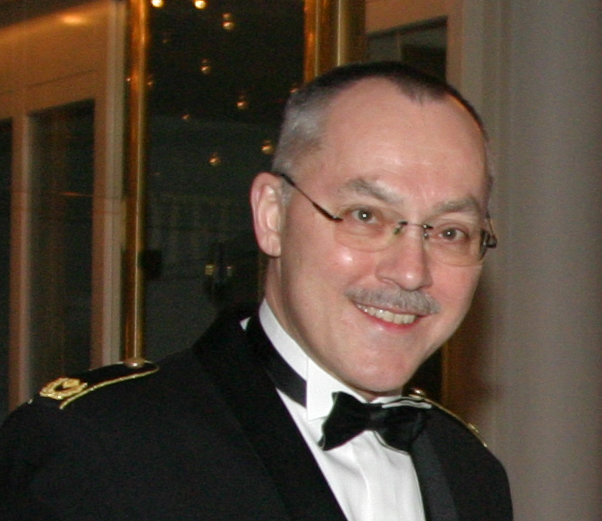
Hans-Werner Fritz (2007)

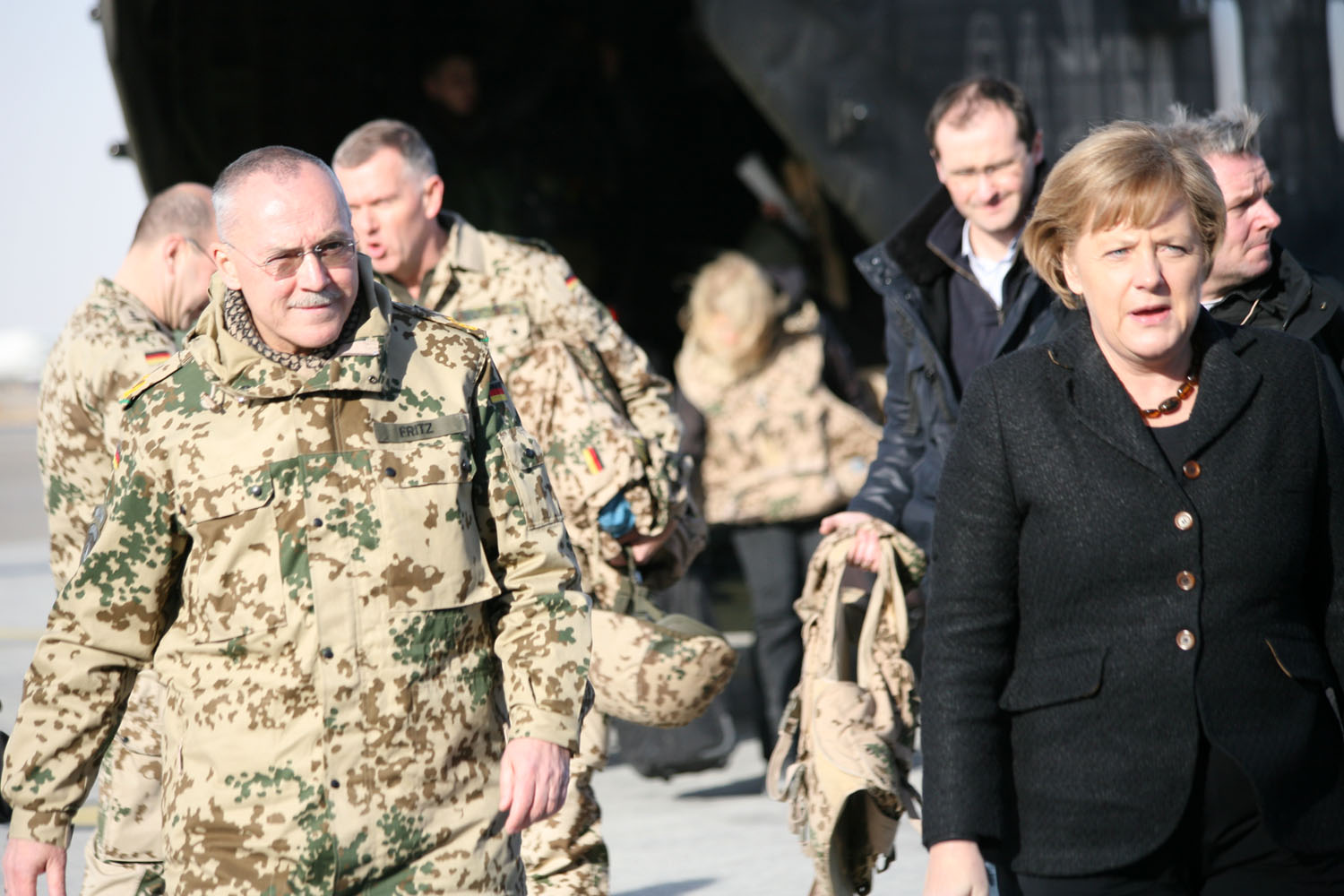
Hans-Werner Fritz begrüßt Angela Merkel in Afghanistan, 2010

Hans-Werner Fritz (* 17. November 1953 in Gelsenkirchen) ist ein Generalleutnant a. D. des Heeres der Bundeswehr. Er war zuletzt Befehlshaber des Einsatzführungskommando der Bundeswehr in Geltow bei Potsdam.

## Militärische Laufbahn

### Ausbildung und erste Verwendungen
Fritz trat 1973 nach seinem Abitur als Offizieranwärter in den Dienst der Bundeswehr beim Panzerbataillon 314 in Oldenburg ein und absolvierte bis 1975 seine Ausbildung zum Offizier. Nach erfolgreichem Abschluss der Offizierausbildung wurde er zum Leutnant ernannt und im Panzerbataillon 314 als Zugführer eingesetzt, bevor er im selben Jahr ein Studium an der Universität der Bundeswehr Hamburg aufnahm.
Nach Beendigung der akademischen Ausbildung 1978 kehrte Fritz als Diplom-Pädagoge in die Truppe zurück und wurde erneut Zugführer, diesmal jedoch beim Panzerbataillon 194 in Münster. Im gleichen Jahr wurde er zum Oberleutnant ernannt. 1981 wurde er zum Panzerbataillon 533 nach Düren versetzt, übernahm den Dienstposten eines Kompaniechefs und wurde zum Hauptmann befördert.

### Generalstabsausbildung und Dienst als Stabsoffizier
Von 1985 bis 1987 absolvierte Fritz den 28. Generalstabslehrgang an der Führungsakademie der Bundeswehr in Hamburg. Im Anschluss daran wurde er nach Kassel zur 2. Panzergrenadierdivision versetzt und wurde dort als Abteilungsleiter Militärisches Nachrichtenwesen (G2) verwendet. Im Jahr 1989 absolvierte er den einjährigen 24. britischen Heeresgeneralstabslehrgang am Staff College in Camberley.
Zurück in Deutschland folgte eine Verwendung als Operations- und Ausbildungsstabsoffizier (G3) beim Taktikzentrum des Heeres in Hannover, bevor er 1993 erneut versetzt wurde und das Kommando über das Panzerbataillon 363 in Külsheim übernahm. Bereits 1995 folgte die nächste Verwendung, diesmal auf der Bonner Hardthöhe als Referent in der Stabsabteilung III „Militärpolitik“ im Führungsstab der Streitkräfte (FüS III). 1998 führte ihn sein Weg zurück nach Großbritannien, diesmal als Teilnehmer beim 11. Higher Command and Staff Course der britischen Streitkräfte am Joint Service Command and Staff College in Bracknell. Anschließend wurde er zum Militärattaché ausgebildet und als Heeresattaché an der Deutschen Botschaft in London eingesetzt.
Von 2001 bis 2003 diente er in Regensburg als Chef des Stabes der Division Spezielle Operationen unter dem Kommando von Hans-Otto Budde und Rainer Glatz.

### Generalsverwendungen
Im Jahr 2003 erhielt Fritz ein weiteres Truppenkommando und übernahm von Manfred Schlenker den Posten des Kommandeurs der Luftlandebrigade 26 „Saarland“ in Saarlouis. Während dieser Verwendung wurde er ebenfalls zum Brigadegeneral ernannt. Das Kommando über die Brigade gab er 2005 an Volker Bescht ab.
2005 wurde er nach Köln versetzt und diente im dortigen Heeresamt als Chef des Stabes Wolfgang Korte und Wolf-Joachim Clauß. Diesen Posten übergab er am 29. November 2007 an Wolfgang Köpke. In den folgenden Wochen wurde er auf seine neue Verwendung vorbereitet.
Am 10. Januar 2008 übernahm Fritz schließlich das Kommando über die Division Spezielle Operationen in Regensburg von seinem Vorgänger Hans-Lothar Domröse. Damit verbunden war die Ernennung zum Generalmajor. Vom 20. Juni 2010 bis zum 24. Februar 2011 war Fritz Regionalkommandeur Nord (RC-N) der ISAF im afghanischen Masar-e Scharif, eine Aufgabe, die er von Frank Leidenberger übernahm. Den Posten des Regionalkommandeurs gab Fritz im Februar 2011 an Markus Kneip ab. Am 6. Oktober 2011 übergab er das Kommando über die Division Spezielle Operationen an Jörg Vollmer. Im Anschluss übernahm er als designierter Abteilungsleiter die Abteilung Strategie und Einsatz im Bundesministerium der Verteidigung.
Am 29. März 2012 wurde er als Generalleutnant durch den Bundesminister der Verteidigung, Thomas de Maizière, zum Leiter Abteilung Strategie und Einsatz ernannt. Diese Abteilung wurde im Zuge der Neuausrichtung der Bundeswehr und der damit verbundenen Umorganisation des Ministeriums neu gebildet.
Am 23. April 2013 übernahm er den Dienstposten des Befehlshabers Einsatzführungskommando der Bundeswehr von Rainer Glatz. Am 4. November 2015 übergab er den Dienstposten an Erich Pfeffer und wurde in den Ruhestand verabschiedet.

## Sonstiges
Fritz ist verheiratet und Vater von zwei Kindern.
Am 28. April 2015 wurde Fritz mit dem Verdienstkreuz 1. Klasse des Verdienstordens der Bundesrepublik Deutschland ausgezeichnet.